# Palais Modena
Pour les articles homonymes, voir Modena (homonymie).
Le Palais Modena est un palais de Vienne (Autriche), dans l'Innere Stadt, construit de 1658 à 1678. Situé au 7 Herrengasse, c'est à l'origine un bâtiment de style Renaissance qui subit des changements structurels pour devenir un palais classique.

## Histoire
À l'origine, se trouvait une maison noble dont les propriétaires étaient Hans von Pellendorf, Pilgrim von Puchheim et Georg von Rottal.
En 1515, sa fille, Barbara von Rottal, fille illégitime de Maximilien Ier du Saint-Empire, épouse Siegmund von Dietrichstein (de), le bâtiment devient propriété de sa famille. De 1658 à 1678, sous Ferdinand Joseph von Dietrichstein, le bâtiment et sa dépendance deviennent un palais baroque. L'architecte Dominico Carlone dirige les travaux. Les fresques murales sont attribuées à Carlo Antonio Bussi (de), le gendre de Carpoforo Tencalla (de). 
Le successeur de Ferdinand Joseph von Dietrichstein, Franz Joseph von Dietrichstein, délaisse le palais. Marie-Béatrice d'Este, princesse de Modène et duchesse de Massa, le rachète durant son exil en 1811. La maison prend le nom de "Palais Modena". Elle part en 1814 pour qu'Alois Pichls en fasse une demeure du néoclassicisme, afin de montrer la noblesse de la famille, puisque sa fille Marie-Louise était l'épouse de Léopold II du Saint-Empire. Giacomo Quarenghi réalise la sala terrena.
En 1819, le palais revient à François Ier d'Autriche qui le loue. Jusqu'en 1840, c'est l'habitation entre autres de Gustave Wasa et de son épouse Louise de Bade. En 1842, l'empereur le revend.
En 1843, le comité de police et de censure s'installe. Dans le cadre du compromis austro-hongrois, le ministère de la Défense pose ses bureaux en 1868. De 1872 à 1918, il est aussi un logement de fonction pour le ministre-président d'Autriche. De 1869 à 1894, ce sont aussi les locaux de Wiener Zeitung.
Karl Renner devient chancelier de la République d'Autriche allemande. Il installe au palais les bureaux des ministères de l'Intérieur et de l'Éducation. En 1923, quand Ignaz Seipel est nommé à la chancellerie, le ministère de l'Enseignement et celui de l'Intérieur conservent le palais Modena. De 1938 à 1945, il est le quartier général de la police de Reich. Durant la guerre, une partie du bâtiment est détruit en 1944 puis reconstruit en 1950. Depuis lors, il est à nouveau le siège du ministère de l'Intérieur. Le palais est agrandi entre 1955 et 1973, le grenier supprimé.
Au cours de la dernière restauration en 2004, la chapelle est reconstruite grâce à des dons et consacrée à la Vraie Croix et au bienheureux Jakob Franz Alexander Kern. La sala terrena est aussi exposée.

## Architecture
Le palais néoclassique de trois étages dispose de deux grandes portes d'entrée et des ranges de 18 fenêtres. Les deux portes sont surmontés de deux balcons. La disposition horizontale s'étire par la corniche et un fronton triangulaire au Belle Etage.
Le thème des peintures et des sculptures est la mythologie gréco-romaine.